# Patrik Kittel
Patrik Kittel, född 10 juni 1976, är en svensk dressyrryttare som tävlar för Tranås ridklubb. Han är Sveriges ledande dressyrryttare och låg i april 2018 tillsammans med topphästen Deja på en nionde plats på världsrankingen i dressyr.
Han är sedan oktober 2010 gift med den australiska dressyrryttaren Lyndal Oatley. 

## Bakgrund
I sina yngre år tävlade han som Junior och Young Rider i Sverige.
Han skriver på sin hemsida att han ville utvecklas och sökte därför jobb i Tyskland. Han började jobba som vad han själv kallar “the boy of everything” i Klaus-Martin Raths dressyrstall. Där arbetade han i två år innan han övergick till att jobba hos Klaus Balkehol.
Han tog år 2011 en bronsmedalj tillsammans med hästen Scandic i kür vid dressyr-EM i nederländska Rotterdam. Han har vunnit Svenska mästerskapen i dressyr 2013 och 2014.

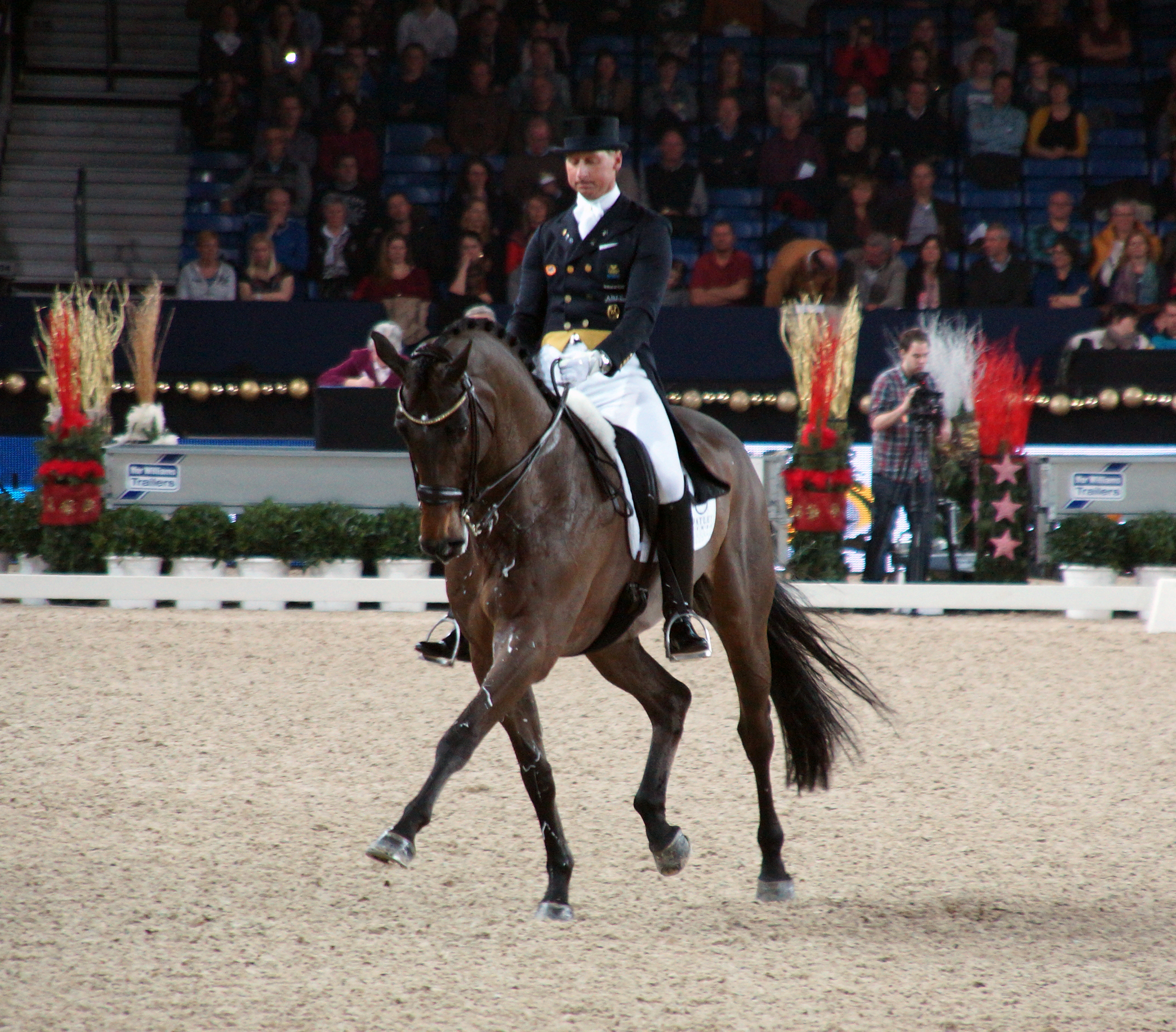
Patrik Kittel och hästen Toy Story

Han har deltagit i den svenska truppen i OS 2008 med Floresco, 2012 med Scandic och 2016 med Deja.
Under Göteborg Horse Show 2017 fick stoet Deja vila upp inför Doha och Patrik Kittel visade upp ett av sina nyare stjärnskott, 11-åriga Delaunay, även kallad “Dude”. I Grand Prix red ekipaget ihop 75.060% och i küren fick de 80.910%. Detta resultat blev personbästa för ekipaget.
Under världscupsfinalen i Paris 2018 tog Kittel och Deja en fjärdeplats totalt, och även ett nytt personbästa i küren på 83.146%. Kittel hade kvalificerat båda sina hästar, Deja och Delaunay, men då man endast får rida en häst i finalen valde han stoet Deja. 

## Dressagetour
Patrik Kittel inledde under 2017 ett samarbete med Svenska Ridsportförbundet och SAAB. Detta samarbete ledde till hans “Dressagetour” genom Sverige. 
Touren kommer att pågå under fyra år med start 2017. Detta är samma period som han själv har på sig att förbereda inför OS i Tokyo 2020. Planen är att svårighetsgraden ska höjas för varje år han gör touren. När Patrik Kittel besökte Umeå Ryttarförening och Vällingby ridsällskap fokuserade han på grundridningen. Detta kommer även att vara fokus när han besöker Göteborgs fältrittklubb den sjätte maj 2017. 
I samband med Dressagetouren publiceras videokurser med tips, instruktioner och övningar på dressagetour.se. 

## Sweden International Horse Show och Göteborg Horse Show
Patrik Kittel var aktiv i arrangerandet av 2016 års Sweden International Horse Show på Friends Arena. Han anordnade tävlingen “Top Stars Dressage Final” till vilken han bjöd in världens ledande dressyrryttare. 
Han var ambassadör för Göteborg Horse Show år 2017. Han var ansiktet utåt för dressyrtävlingarna i Göteborg medan Douglas Linderlöw var ambassadör för hoppningen  I och med detta var han mycket aktiv på sociala medier och uppdaterade frekvent om vad som hände under evenemanget.  

## PS of Sweden
I februari 2017 berättade Patrik Kittel och PS of Sweden att de har inlett ett samarbete. Patrik har designat två produkter som ska säljas i dess shop. 
PS of Sweden gick ut med detta den 18 februari och produkterna började säljas under Gothenburg Horse Show veckan. 

## Topphästar
- Watermill Scandic (Hingst född 1999) Brun Holländskt varmblod, e:Solos Carex u:Cessna Noraline ue:Amiral
- Toy Story (Valack född 2000) Brun Svenskt varmblod, e:Come Back II u:Cessna (46) ue:Concorde
- Deja (SWB). (Sto född 2004). Svenskt varmblod. e:Silvano u:Donellie (SWB) ue: Don Schufro.
- Delaunay (Valack född 2006) Oldenburger, e: Dr Doolittle ue: Feinbrand